# Chiropotes satanas
Pour les articles homonymes, voir Satan (homonymie).
Saki noir, Saki satan
Espèce
Statut de conservation UICN

 CR A2c+3c : 
En danger critique
Statut CITES
Le Saki noir (Chiropotes satanas), aussi appelé Saki satan, est une espèce de primates de la famille des Pitheciidae.
Il est classé en danger critique d'extinction par l'UICN, et est endémique du Brésil, où il vit dans la partie la plus à l'est de la forêt amazonienne.